# خانه حاجی حسینوند
خانه حاجی حسینوند مربوط به دوره قاجار است و در دزفول، محله لوریان كوچه ي سيوند كنار ساباط واقع شده و این اثر در تاریخ ۱۷ اسفند ۱۳۸۱ با شمارهٔ ثبت ۷۸۸۲ به‌عنوان یکی از آثار ملی ایران به ثبت رسیده است.